# Jon Lugbill
Jon Phillip Lugbill (Wauseon, 27 de mayo de 1961) es un deportista estadounidense que compitió en piragüismo en la modalidad de eslalon, especialista en las pruebas de C1 individual y por equipos.
Ganó 13 medallas en el Campeonato Mundial de Piragüismo en Eslalon entre los años 1979 y 1991.
Participó en los Juegos Olímpicos de Barcelona 1992, ocupando el cuarto lugar en la disciplina de C1.

## Palmarés internacional
| Campeonato Mundial | Campeonato Mundial            | Campeonato Mundial | Campeonato Mundial |
| Año                | Lugar                         | Medalla            | Competición        |
| ------------------ | ----------------------------- | ------------------ | ------------------ |
| 1979               | Jonquière (Canadá)            | Medalla de oro     | C1 individual      |
| 1979               | Jonquière (Canadá)            | Medalla de oro     | C1 por equipos     |
| 1981               | Bala (Reino Unido)            | Medalla de oro     | C1 individual      |
| 1981               | Bala (Reino Unido)            | Medalla de oro     | C1 por equipos     |
| 1983               | Merano (Italia)               | Medalla de oro     | C1 individual      |
| 1983               | Merano (Italia)               | Medalla de oro     | C1 por equipos     |
| 1985               | Augsburgo (RFA)               | Medalla de oro     | C1 por equipos     |
| 1985               | Augsburgo (RFA)               | Medalla de plata   | C1 individual      |
| 1987               | Bourg-Saint-Maurice (Francia) | Medalla de oro     | C1 individual      |
| 1987               | Bourg-Saint-Maurice (Francia) | Medalla de oro     | C1 por equipos     |
| 1989               | Río Savage (Estados Unidos)   | Medalla de oro     | C1 individual      |
| 1989               | Río Savage (Estados Unidos)   | Medalla de oro     | C1 por equipos     |
| 1991               | Tacen (Yugoslavia)            | Medalla de oro     | C1 por equipos     |